# Ravensburg Razorbacks
| Ewige GFL-Bilanz | Ewige GFL-Bilanz | Ewige GFL-Bilanz | Ewige GFL-Bilanz | Ewige GFL-Bilanz | Ewige GFL-Bilanz | Ewige GFL-Bilanz | Ewige GFL-Bilanz | Ewige GFL-Bilanz | Ewige GFL-Bilanz | Ewige GFL-Bilanz | Ewige GFL-Bilanz |
| Jahr             | Gesamt           | Gesamt           | Gesamt           | Heim             | Heim             | Heim             | Ausw.            | Ausw.            | Ausw.            | TD-Verhältnis    |                  |
| Jahr             | S                | N                | U                | S                | N                | U                | S                | N                | U                | TD-Verhältnis    |                  |
| ---------------- | ---------------- | ---------------- | ---------------- | ---------------- | ---------------- | ---------------- | ---------------- | ---------------- | ---------------- | ---------------- | ---------------- |
| 2020             |                  |                  |                  |                  |                  |                  |                  |                  |                  |                  |                  |
| 2021             | 5                | 5                | 0                | 2                | 3                | 0                | 3                | 2                | 0                | 281:298          |                  |
| 2022             | 1                | 8                | 1                | 0                | 4                | 1                | 1                | 4                | 0                | 270:402          |                  |
| 2023             | 2                | 10               | —                | 2                | 4                | —                | 0                | 6                | —                | 209:375          |                  |
| Gesamt           | 8                | 23               | 1                | 4                | 11               | 1                | 4                | 12               | 0                | 760:1035         |                  |

Die Ravensburg Razorbacks (Sponsorenbezeichnung seit Dezember 2021 ifm Razorbacks Ravensburg) sind ein deutsches American-Football-Team aus Ravensburg. Die 1987 gegründete Abteilung des TSB Ravensburg spielt seit 2021 in der German Football League, der höchsten deutschen Spielklasse, nach der Saison stiegen sie in die GFL2 ab. Seit 2015 tragen die Razorbacks die Heimspiele im Lindenhofstadion in Weingarten aus. Seitdem besuchen zwischen 1500 und 2500 Zuschauer die Heimspiele.

## Geschichte
Ursprünglich wurde der Verein 1986 als Lindenberg Razorbacks gegründet, im Oktober 1987 erfolgte der Standortwechsel nach Ravensburg und die Eingliederung als eigenständige Abteilung des TSB Ravensburg. Die Razorbacks nahmen 1988 erstmals in der Aufbauliga Baden-Württemberg am Spielbetrieb teil. Nach einigen erfolgreichen Spielzeiten in den 90er Jahren, erfolgte nach einer schwachen Saison 1996 und dem sportlichen Abstieg aus der Oberliga Baden-Württemberg ein Neuaufbau des Teams. Nach zwei erfolglosen Jahren startete im Jahr 1999 der sportliche Umbruch, da viele Spieler vom Team der Konstanz 89’ers, die sich auf Grund von Spielermangel nach der Saison 1998 vom Spielbetrieb abmeldeten, zu den Razorbacks wechselten. Bereits im Folgejahr konnten die Razorbacks die Saison als Vizemeister in der Oberliga Baden-Württemberg abschließen. Nach sportlich erfolgreichen Jahren zwischen 2000 und 2004 erfolgte nach zwei schwachen Spielzeiten im Jahre 2005 und 2006 der erneute sportliche Abstieg der Ravensburg Razorbacks in die Verbandsliga Baden-Württemberg. In der Offseason 2006 konnte mit den Zollernalb Patriots aus dem 85 Kilometer entfernten Albstadt ein Team für eine Spielgemeinschaft gefunden werden. Die Zollernalb Patriots spielten bis zum Jahr 2006 in der Landesliga Baden-Württemberg und kämpften zu der Zeit, wie die Ravensburger Footballer, mit Personalproblemen. Um in der Verbandsliga antreten zu können, wurde beschlossen, gemeinsam unter dem Namen Ravensburg Razorbacks zu spielen. Die Zusammenlegung beider Teams erreichte bereits im Jahr 2007 einen sensationellen Erfolg, als die Ravensburg Razorbacks den direkten Wiederaufstieg in die Oberliga Baden-Württemberg mit einer Perfect Season schafften. Auch im Jahr 2008 konnten sich die Ravensburg Razorbacks in einer guten Saison in der Oberliga etablieren und erreichten den dritten Platz. In der Saison 2009 gelang den Razorbacks bereits am vorletzten Spieltag der Saison der Aufstieg in die Regionalliga Mitte. Nach zwei Spielzeiten, die im Mittelfeld der Regionalliga Mitte abgeschlossen wurden, konnten die Razorbacks 2012 die Regionalliga Mitte mit nur einer Niederlage in zehn Spielen gewinnen und in die GFL2 aufsteigen. Für diese Leistung ist die Mannschaft von der Stadt Ravensburg zur „Mannschaft des Jahres“ gewählt worden. In der Saison 2013 erreichten die Ravensburg Razorbacks in der GFL2 Süd den 4. Platz. In der Saison 2016 belegten die Razorbacks in der GFL2 Süd den 4. Platz, in der Saison 2017 den 2. Platz und in der Saison 2018 und 2019 jeweils den 1. Platz. Während die Razorbacks 2018 beide Relegationsspiele gegen die Stuttgart Scorpions verloren, konnten sie 2019 gegen die Kirchdorf Wildcats jeweils gewinnen und sich damit für die GFL qualifizieren.
Ende 2021 wurde der Sensor- und Automatisierungstechnik-Hersteller ifm Electronics nach jahrelanger Partnerschaft Namenssponsor der Razorbacks. Seit diesem Zeitpunkt spielt die GFL-Mannschaft unter dem Namen „ifm Razorbacks Ravensburg“.
Die Saison 2023 schlossen die Ravensburger mit dem achten und letzten Platz in der GFL Süd ab. In der Relegation wäre es zum erneuten Aufeinandertreffen mit den Kirchdorf Wildcats, diesmal unter umgekehrten Vorzeichen, gekommen. Die Razorbacks verzichteten auf die Relegation und waren somit bereits kampflos in die GFL2 abgestiegen. Nachdem jedoch die Marburg Mercenaries ihren Rückzug aus der GFL bekanntgaben, kam das Lizenzstatut zum Tragen. Demnach stand Marburg als Absteiger fest und die Razorbacks wurden offiziell als siebtplatziertes Team geführt.  Damit war das Team wieder zum Verbleib in der GFL berechtigt und beantragte die entsprechende Lizenz. Was folgte, war die bisher erfolgreichste Saison der Razorbacks. Sie konnten sich zum ersten Mal für die Play-offs qualifizieren und dies sogar mit dem zweiten Platz der Gruppe Süd, der zu einem Heimspiel im Viertelfinale berechtigte.  In diesem verloren sie jedoch gegen Rekordmeister Braunschweig.

## Flag-Jugend
Seit 2010 stellen die Ravensburg Razorbacks eine Flag-Football-Jugendmannschaft für 10–14-Jährige, die seit 2011 am Spielbetrieb in der Jugend-Flagfootball-B-Liga Baden-Württemberg teilnimmt. Die Spielgemeinschaft mit den Biberach Beavers konnte im ersten Jahr eine erfolgreiche Saison für sich verbuchen. Die Saison 2012 konnte mit nur einer Niederlage auf dem zweiten Platz abgeschlossen werden. Der Flagbereich wurde in den letzten Jahren ausgebaut. Es gibt ein U13- und ein U15-Team, im Tackle-Bereich eine U17- und eine U19-Mannschaft.

## Cheerleader
Ende 2011 gründete sich mit den „Blue Stars“ eine Cheerleader-Gruppe. Sie unterstützen die Razorbacks bei ihren Heimspielen seit der Saison 2012 mit über 20 Cheerleadern.